# Basse-Normandie
Basse-Normandie var en fransk region. Den blev skabt i 1956, da Normandiet blev delt i Basse-Normandie og Haute-Normandie og nedlagt 1. januar 2016, da den blev lagt sammen med Haute-Normandie i den nye region Normandie.
Regionen bestod af departementerne Calvados, Manche og Orne og havde Caen i Calvados som hovedby.